# René Spies
René Spies (Winterberg, 5 de mayo de 1973) es un deportista alemán que compitió en bobsleigh en las modalidades doble y cuádruple.
Ganó una medalla de bronce en el Campeonato Mundial de Bobsleigh de 2003, y cuatro medallas en el Campeonato Europeo de Bobsleigh entre los años 1995 y 2005.
Participó en dos Juegos Olímpicos de Invierno, ocupando el sexto lugar en Salt Lake City 2002 (doble) y el quinto en Turín 2006 (cuádruple).

## Palmarés internacional
| Campeonato Mundial | Campeonato Mundial           | Campeonato Mundial | Campeonato Mundial |
| Año                | Lugar                        | Medalla            | Prueba             |
| ------------------ | ---------------------------- | ------------------ | ------------------ |
| 2003               | Lake Placid (Estados Unidos) | Medalla de bronce  | Doble              |
| Campeonato Europeo |                              |                    |                    |
| Año                | Lugar                        | Medalla            | Prueba             |
| 1995               | Altenberg (Alemania)         | Medalla de plata   | Doble              |
| 2001               | Königssee (Alemania)         | Medalla de bronce  | Doble              |
| 2003               | Winterberg (Alemania)        | Medalla de oro     | Doble              |
| 2005               | Altenberg (Alemania)         | Medalla de plata   | Doble              |